# IKKAN
IKKAN（いっかん、本名：新井 一貫、1971年〈昭和46年〉3月1日 - ）は、日本の俳優、声優、作家、演出家、お笑い芸人、漫画家。
北海道旭川市出身。劇団テアトル・エコー所属。オフィス★怪人社代表。

## 来歴
北海道旭川南高等学校在学中は演劇部に所属。前々妻は漫画家の新井祥、前妻は漫画家の東村アキコで一児あり、現在は独身。東村とはできちゃった結婚及び別居婚だった。
演出家として、お笑い芸人の鉄拳や鳥肌実を世に送り出した他、桜塚やっくんのスケバン恐子のキャラクターを発案したことで知られている。
1992年、テアトルエコーに所属し声優活動開始。現在も所属中。
2007年、元・演劇集団キャラメルボックスの佐藤仁志、レッドキング。の花見卓哉、虹組キララのキララらと共に、ユニット「IKKANプロデュース」を立ち上げる。
2009年、劇団ショーマの高橋いさを、サンモールスタジオの佐山泰三と共に高橋いさをの新作舞台を上演するユニット「Wit」を立ち上げる。
2010年、オフィス★怪人社俳優部と、元氣エンターテインメントシアター(G.E.T)が合併して新劇団「怪傑パンダース」を旗揚げ。2011年の旗揚げ公演は1200人を動員する。2011年10月の公演「リーゼント総理」では1400人を動員。10月公演以後、怪傑パンダースを離れる。
2012年、ウチクリ内倉・高円寺モテコと劇団「ツラヌキ怪賊団」を旗揚げ。旗揚げ公演では1300人、第2回公演では1800人を動員する。
2019年、IKKAN Creating Worksを立ち上げる。

## 出演

### テレビ番組
1996年
- 超光戦士シャンゼリオン（テレビ東京、36話） - テレビレポーター役

1997年 - 1999年
- スクール五輪の書 〜発想ミュージアム〜（NHK教育テレビジョン） - 発想リポーター

1999年 - 2001年
- 爆笑オンエアバトル（NHK） - 「怪人社」として出演、戦績3勝2敗 最高365KB。

2001年
- ひとりでできるもん!（NHK教育テレビジョン） - りょうり怪人べんとうべん

2003年 - 2004年
- NHK高校講座 情報A（NHK教育テレビジョン） - パソコン達人
- にっぽん清流ワンダフル紀行（NHK-BS NHKデジタル衛星ハイビジョン）
- 難問解決!ご近所の底力（NHK）

2014年
- スマホ・リアル・ストーリー（NHK Eテレ） - スマホン
- THE・宣伝会議〜映画「ジャッジ!」を世の中に広めよう〜（フジテレビ） - チーフ

2016年
- 実況される男（フジテレビ） - 実況・山本剛史

### 映画
2021年
- 龍帝外伝《第一章》DIRTY HAWK（市原剛監督） - 闇龍帝暗殺部隊「闇龍傑」・麒麟 役[1]

### 吹き替え
1994年
- 天使にラブソングを2（ディズニー映画）

1996年
- 淫魔大都市 ヴァンパイア・マドンナ編[2]
- Xファイル the 3rd
- けろけろけろっぴのOK牧場の決闘 4巻目

2001年
- - FMシアター「北千島女工節異聞」（NHK-FM） - 梅田役

2004年
- クワック・パック（ディズニー・チャンネル）
- みんなヒーロー! 〜ヒグリータウンのなかまたち〜（ディズニー・チャンネル） - ピザのお兄さん
  - FMシアター「新宿百太郎の伝説」（NHK-FM）

2005年
- アメリカンドラゴン（ディズニー・チャンネル）

2006年
- 青春アドベンチャー「太陽の簒奪者」（NHK-FM） - ラウル

2007年
- ザ・ウィグルス（ディズニー・チャンネル）
- こちらダニエルクック（ディズニー・チャンネル）
- こちらエミリーヤン（ディズニー・チャンネル）
- こどもにんぎょう劇場「紳士とオバケ氏」（NHK教育） - ワカイ役

2008年
- 魔法にかけられて（ディズニー映画）
- あそぼう!イマジネーションムーバーズ（ディズニー・チャンネル） - スコット
- ぴっくみー（ニコロデオン・チャンネル） - ジュノ
  - FMシアター「残置物処理班」（NHK-FM） - 横田役

2010年
- - FMシアター「羽根をなくした妖精」（NHK-FM）

2011年
- ぞうのババール 〜バドゥのだいぼうけん〜（ディズニー・チャンネル） - クロコディルス、ポム、アンディ、オープニング主題歌リードボーカル担当
- 青春アドベンチャー「サバイバル」（NHK-FM） - ロバート曹長
- ウィッチ -W.I.T.C.H.-（ディズニー・チャンネル） - マーティン
- ディズニー・チャンネルゲームズ（ディズニー・チャンネル） - レフェリー
- 塔の上のラプンツェル（ディズニー映画） - ウルフ

2012年
- ニセものバズがやって来た（ディズニー映画） - ピザボット、コアラコプター、ゴースト・バーガー
- ジャパニーズゲームショー「マジで!?」（Dlife） - ナレーション、審判ボブ、トニーサノ
- 青春アドベンチャー「哲ねこ〜七つの冒険〜」（NHK-FM） - ニャカルト、ルートヴィッヒ

2013年
- ちいさなプリンセス ソフィア（ディズニージュニア） - ペリカゾウのお父さん
- おはなしのくに『王さまと九人のきょうだい』（NHK Eテレ） - 語り手

2014年
- 青春アドベンチャー「レディ・パイレーツ」（NHK-FM） - アダム・ブルーム

2015年
- 怪獣酒場 カンパーイ！（TOKYO MX） - バルタン店長
- 子ども安全リアル・ストーリー（NHK Eテレ） - ヤギ太

2016年
- 子ども安全リアル・ストーリー（NHK Eテレ） - ヤギ太
- Why!?プログラミング（NHK Eテレ、2016年3月21日 - 25日） - プログ[3]

2017年
- Why!?プログラミング(NHK Eテレ、2017年4月5日 - レギュラー放送） - プログ
- 子ども安全リアルストーリー(NHK Eテレ、2017年3月） - ヤギ太
- アメコミ・ヒーローの世界〜ローラ&渡辺直美 マーベル・キャラクターへの道〜（NHK総合、2017年5月6日）
- 遊戯王VRAINS - ビショップ、MC
- 青春アドベンチャー「闇の守り人」（NHK-FM） - ラダール王、物売り

2018年
- 青春アドベンチャー「毒味師イレーナ」（NHK-FM） - ランド
- バンピリーナとバンパイアかぞく（ディズニーチャンネル） - レミー
- ゴールディとベア（ディズニーチャンネル）

2019年
- わんわん物語（実写版）（Disney+） - ジョー
- アラジン[4]

2020年
- ワニ少年アーロの冒険（Netflix） - アンセル・ボーリガード
- 大好き❤️アーロ（Netflix） - アンセル・ボーリガード

### 人形劇
- ざわざわ森のがんこちゃん（NHK教育） - カッパのラッパー〈2代目〉、ハジメどり〈2代目〉、バンバンのお婆さん〈2代目〉、仙ちゃん先生〈2代目〉※カッパのラッパー以外は梅津秀行の後任での担当
  - 新・ざわざわ森のがんこちゃん[5]
  - えいごでがんこちゃん[6]
  - ざわざわえんのがんぺーちゃん[7]

### ゲーム
- 半熟英雄対3D（スクウェア・エニックス） - スケルトン男爵、ブロックゴーレム、クーモン、ダスモン 他
- 半熟英雄4（スクウェア・エニックス） - ランプキン ほか
- ジェットセットラジオ（セガ ドリームキャスト） - ビート
- ROOMMANIA＃203（セガ ドリームキャスト）
- プリンセスゲームズ
- ウィングアームズ（セガサターン） - エースパイロット
- でんぢゃらすじーさんと1000人のお友だち邪（バンダイナムコゲームス、インティ・クリエイツ） - お友だち軍団
- 蒼き雷霆 ガンヴォルトシリーズ（インティ・クリエイツ） - PVナレーション、ブラッドサーヴァント（爪）
- グランドインテンション・アジャストメント（アルゴフ）
- カルドアンシェル（インティ・クリエイツ） - ラルバ[8]

## 芸人のプロデュース
- 虹組キララ - オフィス★怪人社本公演「魁！女塾」で演じた「強子」という役が元となる。男前な女性。地声がハスキーなので、普通の女性役よりも男っぽい役の方が、しゃべり方がしっくりくるという理由。onna2というコンビで、最初はキャラクター無しでボケを演じていたが、「強子のように男前に演じよう」とした。宝塚風メイクにするにあたって、声優仕事での友人で元・宝塚歌劇団の葛城七穂にアドバイスを受け、エンタの神様出演時にはメイクを担当してもらう。
- 鉄拳 - 1997年5月のオフィス★怪人社本公演「男汁（邦題）」を、ぴあの招待券が当たって観劇に来る。「ここなら居場所があるかも」と入団オーディションを受ける。当初はゲーム「鉄拳」シリーズに登場する主人公格キャラクター・三島一八の父親である三島平八のような髪型をしているから「鉄拳親父」という芸名を希望したが、IKKANが「『親父』いらねえよ」とし「鉄拳」という芸名になる。本人はナムコからクレームがくるかもと不安を覚えたが、IKKANは「こねえよ」と一蹴。そののち、ナムコからオファーがあり広告などにも登場するようになる。オンエアバトルでテレビ初登場。IKKANが世話になっていた「元祖爆笑王」こと高橋が「めちゃイケ出させてやるよ」とめちゃイケ出演が決定する。イラスト自体は鉄拳が描いているが、いくつかは他の人間が描いている。めちゃイケで「金城武」の絵が利用され、扶桑社「めちゃイケ大百科」にも収録されている絵があるが、実際にはIKKANが描いている。他「たけしの誰でもピカソ」でも使用され、書籍にも収録されている「モナリザ」の絵は、オフィス★怪人社社長の新井祥が描いている。
- 鳥肌実 - 1999年に出会う。1999年7月のオフィス★怪人社主催ライブで惚れたIKKANが、当時、初の日比谷野音公演、新宿パンプルムスで行った鳥肌実の二人芝居を観客としても見に行くが、あまりの出来のひどさにスタッフ協力を申し出る。それ以降、舞台監督や総合監修を務める。最初の仕事は1999年12月23日、九段会館で行った「全軍突撃せよ！」当時のスタッフ表記は「製作総指揮」「ことり事務所・代表取締役」。舞台上だけではなく、ロビー受付に至るまで鳥肌実の世界を構築しようと、当時のお手伝いやオフィス★怪人社の役者全員を動員して作り上げた。それから雑誌の取材や営業マネージメント全てに手を出す。雑誌の取材も、アドリブの苦手だった鳥肌実をサポートし、キャラクターイメージを壊さぬよう取材でコメントしていく。「お笑い芸人ではなく、演説家として活動していきましょう」と申し出て、それまでやっていた一人芝居形式のコントなどをやめる。代々木競技場第一体育館での公演までプロデュースを続けるが、鉄拳が売れ出して忙しくなり、辞めることとなる。当時のスタッフには山田広野、JAN相見、居島一平、殿方充などがいた。
- 桜塚やっくん - 2005年7月に、あばれヌンチャクを解散したばかりのやっくんから「何か、ピン芸をプロデュースして下さいよ」と相談され、その年の5月に上演したオフィス★怪人社の本公演「魁！女塾」の時に思いついた、男性に女子高生役をやらせるというネタをヒントに、客席に怒鳴り散らすレディースのようなピン芸を発案する。最初に思いついた芸名は「スケバン殿下」。「恐子」はやっくん自身が考えた名前。オフィス★怪人社本公演の「太極五福星」にやっくんが出演したときに、オフィス★怪人社社長の新井祥がビジュアル風メイクをしたら、浜崎あゆみのようになったことから、きちんと綺麗なメイクにして、バレバレなのに女だと言い張ろうというのがスタート。その年の8月のオフィス★怪人社LIVEにて初めてネタを披露する。
- レッドキング。 - 赤いふんどしのトリオ芸人。
- ちむりん - 性教育チャンネル芸人。

## 作品

### 漫画
- テンパリスト☆ベイビーズ（「高円寺チェリーボーイズ」・改題）（スーパージャンプ）ペンネーム：サンボ・チョップ／絵：東村アキコ
- ニュースな鉄拳（雑誌FRIDAY）
- VOLTAGE〜ビューティフル・ランナー〜（ピッコマ）原作／作画：小松大幹

### テレビ・DVD
- サンデージャポン（TBS）「鉄拳コーナー」　作
- 鉄拳の絵がうごく こんな○○は××だ（DVD）作・演出・監修
- わたしのきもち スペシャルだよ！(NHK教育) 脚本・作詞

### 脚本
- オフィス★怪人社 本公演台本（原作：ジャポ(新井祥)）
- Pures「終わらない僕たちの夜」台本（原作：時田貴司）
- 2005年09月 帰ってきたゑびす「うれしひ」共同台本（原作：進藤則夫）
- 2006年10月 帰ってきたゑびす「ああ まつむら」共同台本（原作：進藤則夫）
- 2006年12月 方南ぐみ「男たちよ、懺悔しなさい〜ぐち〜」共同台本（ほか6名）
- 2007年03月 30-DELUX「BLUE」台本一部提供 （作：佐々木智広+小野真一）
- 2007年10月 30-DELUX「シェイクス」脚本 （原作：静馬弘毅）
- 2008年10月 30-DELUX「ファミリア」脚本 （原案：スギタクミ 脚色：毛利亘宏）
- 2009年06月 30-DELUX「ナナシ」脚本提供（お笑い部分） （脚本：毛利亘宏）
- 2011年02月 怪傑パンダース「パーフェクト・ヒーロー」作・演出
- 2011年05月 30-DELUX「デスティニー」脚本提供（お笑い部分） （脚本：毛利亘宏）
- 2011年10月 怪傑パンダース「リーゼント総理」作・演出
- 2012年05月 ツラヌキ怪賊団「Beautiful Runner」作・演出
- 2013年01月 ツラヌキ怪賊団「リーゼント総理」作・演出
- 2013年10月 ツラヌキ怪賊団「ねぇ、ヒルガオが咲いてるよ。」作・演出
- 2014年01月 ツラヌキ怪賊団「Beautiful Runner」作・演出
- 2014年09月 ツラヌキ怪賊団「みんなのうた」作・演出
- 2015年08月 ツラヌキ怪賊団＆GRASPプロデュース「ねぇ、ヒルガオが咲いてるよ。」作・演出
- 2016年01月 ツラヌキ怪賊団「役者、坂本龍馬。」作・演出
- 2016年10月 AGN＠エンテナPLAY UNION「我が青春の高校生クイズ」作・演出

## 演出（舞台／イベント／プロレス）
- サマーソニック - 構成/演出/MC
  - 03 sideshow
  - 04 sideshow
  - 05 sideshow
  - 06 sideshow
- LLPW L-FIGHT - 構成演出
- スペースランド「ソウルメイト」 - 台本・演出
- 突び出せ!怪人社「ガラスのメカ」 - 作・演出
- 2007年8月 アフリカ座「ターャジス」 - 作・演出
- 2007年10月 30-DELUX「シェイクス」 - 脚本・演出
- 2009年5月 ルドビコ★「バンク・バン・レッスン」 - 脚色・演出
- 2009年8月-9月 30-DELUX「リプレイス」 - 演出・作詞
- 2010年3月 FNSチャリティ WPC「ホワイトシアター」 - 演出
- 2011年2月 怪傑パンダース（旗揚げ公演）「パーフェクト・ヒーロー」 - 作・演出
- 2011年5月 怪傑パンダース（EXTRA STAGE）「バンク・バン・レッスン」 - 脚色・演出
- 2011年10月 怪傑パンダース「リーゼント総理」 - 作・演出
- 2012年5月 ツラヌキ怪賊団「Beautiful Runner」 - 作・演出・出演
- 2013年1月 ツラヌキ怪賊団「リーゼント総理」 - 作・演出・出演
- 2013年10月 ツラヌキ怪賊団「ねぇ、ヒルガオが咲いてるよ。」 - 作・演出・出演
- 2014年1月 ツラヌキ怪賊団「Beautiful Runner」 - 作・演出・出演
- 2014年9月 ツラヌキ怪賊団「みんなのうた」 - 作・演出・出演
- 2015年8月 ツラヌキ怪賊団＆GRASPプロデュース「ねぇ、ヒルガオが咲いてるよ。」 - 作・演出・出演
- 2016年1月 ツラヌキ怪賊団「役者、坂本龍馬。」 - 作・演出・出演
- 2016年5月 ツラヌキ怪賊団Tribute「ここだけの話／一日だけの恋人」 - 演出
- 2016年10月 AGNエンテナプロデュース「我が青春の高校生クイズ」 - 作・演出
- 2017年1月 タタカッテシネ第4回公演「ボンゴレ・ビアンコ」 - 演出
- 2017年7月 Wind Promotion「群青の神々」 - 演技監督
- 2018年4月 Wind Promotion「我堕ちて　修羅と君が世　淫雨　されど紫雲英よ　万象の頃」 - 演技監督
- 2022年3月 劇団プレステージ「Have a good time?（再々演）」 - 演出

## 出演（舞台）
- オフィス★怪人社 全公演
- DIRT1600「HO-BO」 - 羽ザル 役
- 2004年05月 Pures「終わらない僕たちの夜」 - 赤井、脚本
- 2005年07月 テアトル・エコー「星逢井戸命洗濯」 - 源八
- 2005年09月 帰ってきたゑびす「うれしひ」 - 蔵乃介（主演）
- 2006円10月 帰ってきたゑびす「ああ まつむら」 - スギムラ
- 2006年12月 方南ぐみ「男たちよ、懺悔しなさい〜ぐち〜」 - 光橋
- 2007年02月 Pures「バレンタイン☆キッス」 - アオシマ（主演）
- 2007年03月 30-DELUX「BLUE」 - 蝶
- 2007年05月 うわの空・藤志郎一座「桜-sakura-」 - 殿下
- 2008年01月 サンモールスタジオ企画「一日だけの恋人」 - 杉山剛（主演）
- 2008年09月 笑撃モリエール「ミュージカル　セレブ気取り」 - マスカリーユ（主演）
- 2009年01月 Wit「マスカレード」 - タッキー
- 2009年04月 WitPresents IKKAN Produce Theater「真夜中のファイル」 - 加賀タカオ、田中タケシ、久我
- 2009年06月 カプセル兵団「ココロコロガシ」 - ハート（日替わりゲスト出演）
- 2009年11月 劇団レッド・フェイス「七働伽藍」 - 明智光秀 （日替わりゲスト出演）
- 2010年08月 WitPresents IKKAN Produce Theater「正太くんの青空」 - 藤枝
- 2011年02月 怪傑パンダース旗揚げ公演「パーフェクト・ヒーロー」 - 吉原
- 2011年07月 Wit4th 「わたしとアイツの奇妙な旅」 - アイツ
- 2012年05月 ツラヌキ怪賊団「Beautiful Runner」 - 冴島正義
- 2013年01月 ツラヌキ怪賊団「リーゼント総理」 - アキ美輪宏
- 2013年04月 カプセル兵団「アベンジャーズ」 - ヒーローの先輩（日替わりゲスト）
- 2013年10月 ツラヌキ怪賊団「ねぇ、ヒルガオが咲いてるよ。」 - 安藤総理
- 2014年01月 ツラヌキ怪賊団「Beautiful Runner」 - 冴島正義
- 2014年09月 ツラヌキ怪賊団「みんなのうた」 - カン子
- 2015年07月 零クリエイティブ「バンク・バン・レッスン」 - 安西支店長（主演）
- 2015年08月 ツラヌキ怪賊団「ねぇ、ヒルガオが咲いてるよ。」 - 安藤総理
- 2015年11月 劇団居酒屋ベースボール「放浪の牛」 - ギュウ（主演）
- 2016年03月 Wind Promotion「お父さんはモーツァルト」シャダイ（主演）
- 2016年12月 カプセル兵団「古事記〜日本の神の物語」 - スサノオ
- 2017年01月 Wind Promotion「リム・カナン」 - セシル
- 2017年02月 しぃぼるとプロダクション「こと〜築地寿司物語〜」 - 矢沢源太
- 2017年04月 しぃぼるとプロダクション「黒田勇樹殺人事件」 -　力石（主演）
- 2017年07月 Wind Promotion「群青の神々」 - 葛葉正義（主演）
- 2017年11月 劇団PU-PU-JUICE「フェイクニュース」 - 岩城勝
- 2018年01月 朗読三昧プロデュース「もしも８才のこどもが大統領になったら」 - ボブ・サスケ
- 2018年02月 しぃぼるとプロダクション「こと〜築地寿司物語〜２」 - 中倉栄蔵
- 2018年06月 カプセル兵団「インド神話の物語～ヴェーダ聖典、ブラーフマナの神々～」【声優編】 -　シヴァ
- 2018年03月 しぃぼるとプロダクション「こと〜築地寿司物語〜３」 - 中倉栄蔵
- 2019年08月 ISAWO BOOK STORE「正太くんの青空」 - 藤枝
- 2019年12月 テアトル・エコー「IS HE DEAD？～画家ミレーの知られざる秘密！？～」 - ミレー（主演）
- 2020年08月 フランス演劇クレアシオン「森のいきものたち part.3」 - ライオン
- 2021年11月 GPSプロモーション「マリーゴースト」 - 成宮徹
- 2021年11月 テアトル・エコー「ドン・キホーテ」
- 2022年05月 しぃぼるとプロダクション「こと〜築地寿司物語〜百年の絆」 - 矢沢源太
- 2022年08月 STRAYDOG Produce「幸せになるために」[9]
- 2025年01月 劇団PU-PU-JUICE「竜馬を殺す」[10]

## 歌手
- 「べんとうべんのうんめ〜！」＜ひとりでできるもん（NHK教育）＞ - 怪人べんとうべん名義
- 「戦え鉄拳！」＜絵がうごく！こんな●●は××だ！（DVD）＞ - オープニング主題歌
- 「ぞうのババール」＜ぞうのババール〜バドゥのだいぼうけん〜(ディズニーチャンネル)＞ - オープニング主題歌

## 出版
- 「テンパリスト☆ベイビーズ（作画・東村アキコ）」（集英社）作
- 「鉄拳作品集 こんな○○は××だ 1 - 2（著・鉄拳）」（扶桑社）監修
- 「小泉暴言録（著・鉄拳／フライデー編集部）」（講談社）作・監修
- 「恋愛漫画家（著・桜木さゆみ）」（ぶんか社）監修
- 「全裸漫画家（著・桜木さゆみ）」（日本文芸社）監修
- 「セキララ（著・桜木さゆみ）」（ぶんか社）監修
- 「フシダラ（著・桜木さゆみ）」（ぶんか社）監修
- 「VOLTAGE〜ビューティフル・ランナー〜（作画・小松大幹/構成・TJ16）」原作